# San Sebastián Sedas
San Sebastián Sedas es una población de Oaxaca ubicada en la región de los Valles Centrales, distrito de Etla, municipio de San Francisco Telixtlahuaca. Fue un lugar famoso durante muchos años por ser sede de una de las estaciones del Ferrocarril Mexicano del Sur. Las Sedas era la quinta estación de tren, partiendo de la Ciudad de Oaxaca, y se encontraba cerca de los límites de los Valles Centrales con la región de la Región Sierra de Flores Magón.

## Historia
Uno de los primeros registros que se tienen sobre este pueblo se remonta a la Guerra de Reforma. Se trata de una batalla librada el 9 de agosto de 1860. En ella salieron victoriosas las tropas liberales a cargo del teniente coronel Félix Díaz Mori, hermano de Porfirio Díaz. Esto fue decisivo para expulsar a las tropas conservadoras de la ciudad de Oaxaca, que la habían mantenido tomada por cuatro días, e impulsó la formación del regimiento de los Lanceros de Oaxaca.
Quince años después, en 1875, surgió el proyecto de creación del Ferrocarril Mexicano del Sur con el fin de comunicar la ciudad de Oaxaca con el centro del país. Finalmente fue inaugurado por el general Porfirio Díaz el 13 de noviembre de 1892. Desde entonces Las Sedas fue creciendo, por ubicarse en un punto importante de la vía del ferrocarril, justo a la entrada del valle de Etla.
No obstante su crecimiento gracias al ferrocarril, el pueblo de San Sebastián Sedas tuvo dificultades por la baja productividad de sus tierras y conflictos territoriales con poblaciones vecinas. En el año de 1912, apelando a esas dificultades, el Club Democrático Ignacio Altamirano de aquella población solicitó apoyo al gobierno de Francisco I. Madero para la instalación de una oficina de correos en la localidad.
Las Sedas continuó su paulatino crecimiento y se volvió un pueblo prácticamente dependiente del tren, tanto por los empleos que éste generaba como porque ese medio de transporte era su principal vía de comunicación con el exterior. Al pasar a la historia el Ferrocarril Mexicano del Sur, San Sebastián Sedas y otros pueblos cercanos enfrentaron fuertes dificultades, tanto económicas como en materia de comunicaciones.

## Geografía

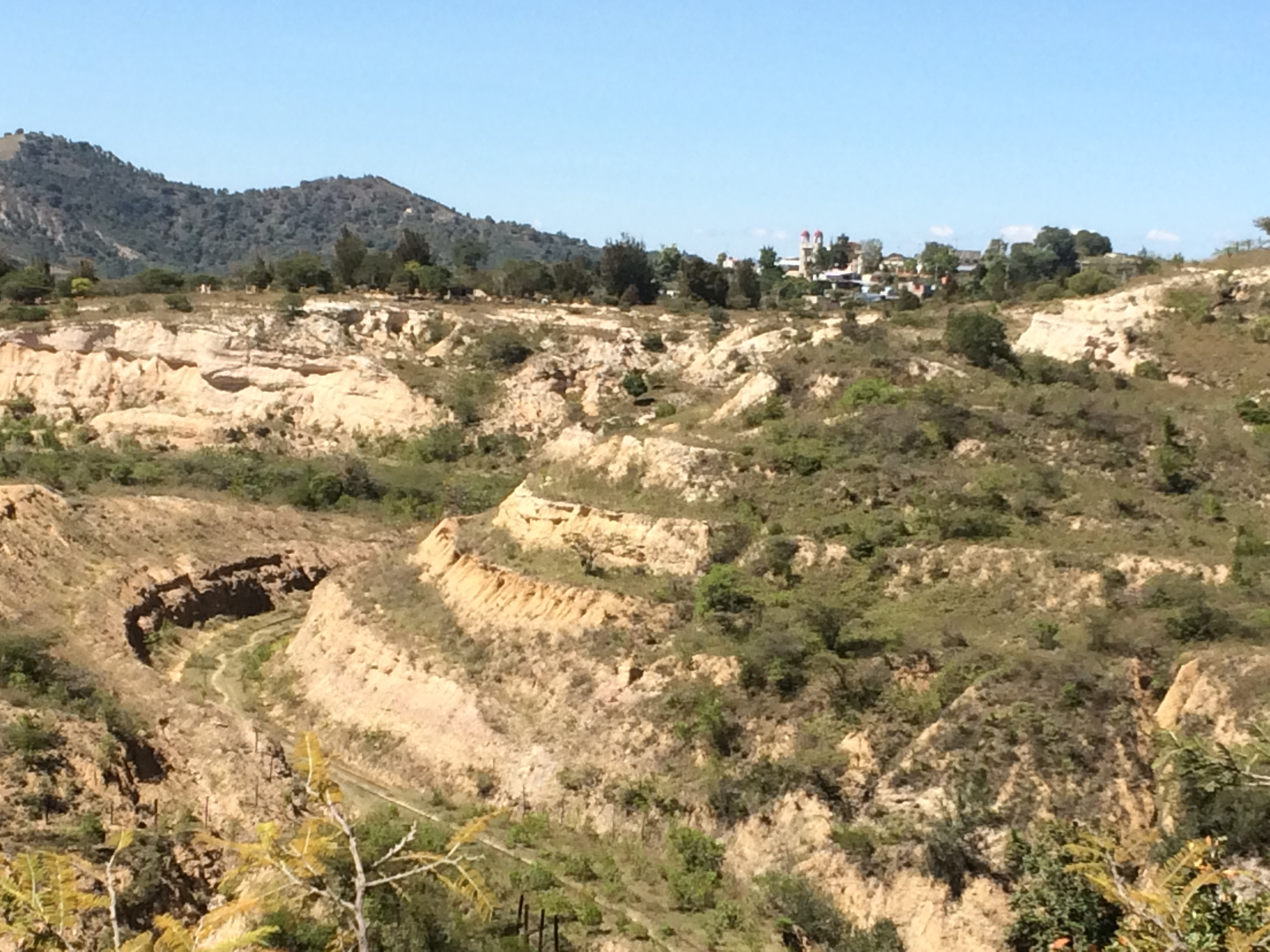
Panorama de San Sebastián Sedas. Se puede observar la vía del tren.

Por ubicarse en los límites de los Valles Centrales con la región de la Sierra de Flores Magón, el relieve de la zona es algo accidentado y terregoso. No hay ríos en la población pero a unos cuantos kilómetros se ubica el arroyo Parián. Por su clima cálido semiseco, la flora de la zona se compone principalmente por  matorrales xerófilos secundarios.

### Clima
La siguiente tabla muestra el clima del municipio en el que se encuentra San Sebastián Sedas.
| Parámetros climáticos promedio de San Francisco Telixtlahuaca                                                       | Parámetros climáticos promedio de San Francisco Telixtlahuaca | Parámetros climáticos promedio de San Francisco Telixtlahuaca | Parámetros climáticos promedio de San Francisco Telixtlahuaca | Parámetros climáticos promedio de San Francisco Telixtlahuaca | Parámetros climáticos promedio de San Francisco Telixtlahuaca | Parámetros climáticos promedio de San Francisco Telixtlahuaca | Parámetros climáticos promedio de San Francisco Telixtlahuaca | Parámetros climáticos promedio de San Francisco Telixtlahuaca | Parámetros climáticos promedio de San Francisco Telixtlahuaca | Parámetros climáticos promedio de San Francisco Telixtlahuaca | Parámetros climáticos promedio de San Francisco Telixtlahuaca | Parámetros climáticos promedio de San Francisco Telixtlahuaca | Parámetros climáticos promedio de San Francisco Telixtlahuaca |
| Mes | Ene.                                                          | Feb.                                                          | Mar.                                                          | Abr.                                                          | May.                                                          | Jun.                                                          | Jul.                                                          | Ago.                                                          | Sep.                                                          | Oct.                                                          | Nov.                                                          | Dic.                                                          | Anual                                                         |
| --- | ------------------------------------------------------------- | ------------------------------------------------------------- | ------------------------------------------------------------- | ------------------------------------------------------------- | ------------------------------------------------------------- | ------------------------------------------------------------- | ------------------------------------------------------------- | ------------------------------------------------------------- | ------------------------------------------------------------- | ------------------------------------------------------------- | ------------------------------------------------------------- | ------------------------------------------------------------- | ------------------------------------------------------------- |
| Temp. máx. abs. (°C)                                                                                                | 33                                                            | 37                                                            | 39                                                            | 39.5                                                          | 39.5                                                          | 39.5                                                          | 35                                                            | 38                                                            | 32                                                            | 32                                                            | 35                                                            | 36                                                            | 39.5                                                          |
| Temp. máx. media (°C)                                                                                               | 25.1                                                          | 26.8                                                          | 29.4                                                          | 30.1                                                          | 29.6                                                          | 26.8                                                          | 25.5                                                          | 25.8                                                          | 25.5                                                          | 25.4                                                          | 25.2                                                          | 25                                                            | 26.7                                                          |
| Temp. media (°C) | 16.4                                                          | 17.5                                                          | 19.7                                                          | 21.1                                                          | 21.4                                                          | 20.4                                                          | 19.4                                                          | 19.5                                                          | 19.4                                                          | 18.7                                                          | 17.5                                                          | 16.7                                                          | 19                                                            |
| Temp. mín. media (°C)                                                                                               | 7.6                                                           | 8.2                                                           | 9.9                                                           | 12.1                                                          | 13.2                                                          | 14.1                                                          | 13.3                                                          | 13.3                                                          | 13.4                                                          | 12.1                                                          | 9.9                                                           | 8.4                                                           | 11.3                                                          |
| Temp. mín. abs. (°C)                                                                                                | -2                                                            | -2                                                            | 2                                                             | 4                                                             | 6                                                             | 9                                                             | 7                                                             | 8                                                             | 7                                                             | 5                                                             | 2                                                             |                                                               | -2                                                            |
| Precipitación total (mm)                                                                                            | 2                                                             | 6                                                             | 12                                                            | 43                                                            | 87                                                            | 162                                                           | 122                                                           | 135                                                           | 136                                                           | 53                                                            | 11                                                            | 4                                                             | 773                                                           |
| Días de precipitaciones (≥ 1 mm)                                                                                    | 0.4                                                           | 0.8                                                           | 1.3                                                           | 4                                                             | 7.1                                                           | 12.9                                                          | 11.4                                                          | 11.3                                                          | 11.1                                                          | 4.7                                                           | 1.4                                                           | 0.5                                                           | 66.9                                                          |
| Fuente: http://www.weatherbase.com/weather/weather.php3?s=920151&cityname=San-Francisco-Telixtlahuaca-Oaxaca-Mexico |                                                               |                                                               |                                                               |                                                               |                                                               |                                                               |                                                               |                                                               |                                                               |                                                               |                                                               |                                                               |                                                               |

## Demografía

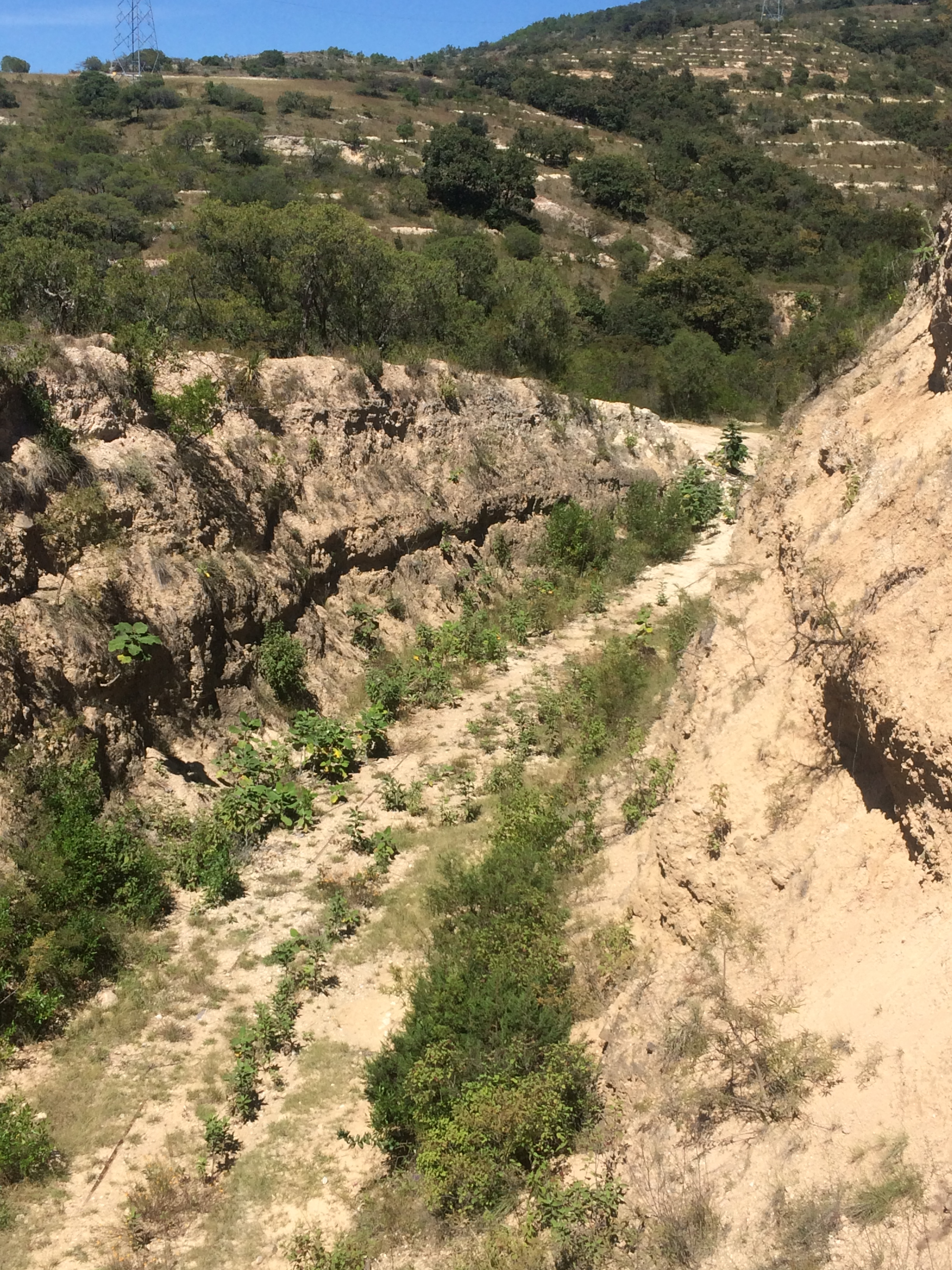
Estado actual de la vía del ferrocarril en las inmediaciones de la población de San Sebastián Sedas

De los 496 habitantes de San Sebastián Sedas, 235 son hombres y 265 mujeres. Del total, únicamente 154 personas forman parte de la Población Económicamente Activa, es decir el 31.05%. Cabe señalar que hay 339 mayores de edad, de los cuales sólo 58 son mayores de 60 años, lo que sugiere que hay muchas personas en plena edad laboral sin empleo. Prácticamente el 95% de los habitantes de Las Sedas son católicos, 471 personas. Hay 21 personas más de otras religiones y dos sin religión.

## Comunicaciones

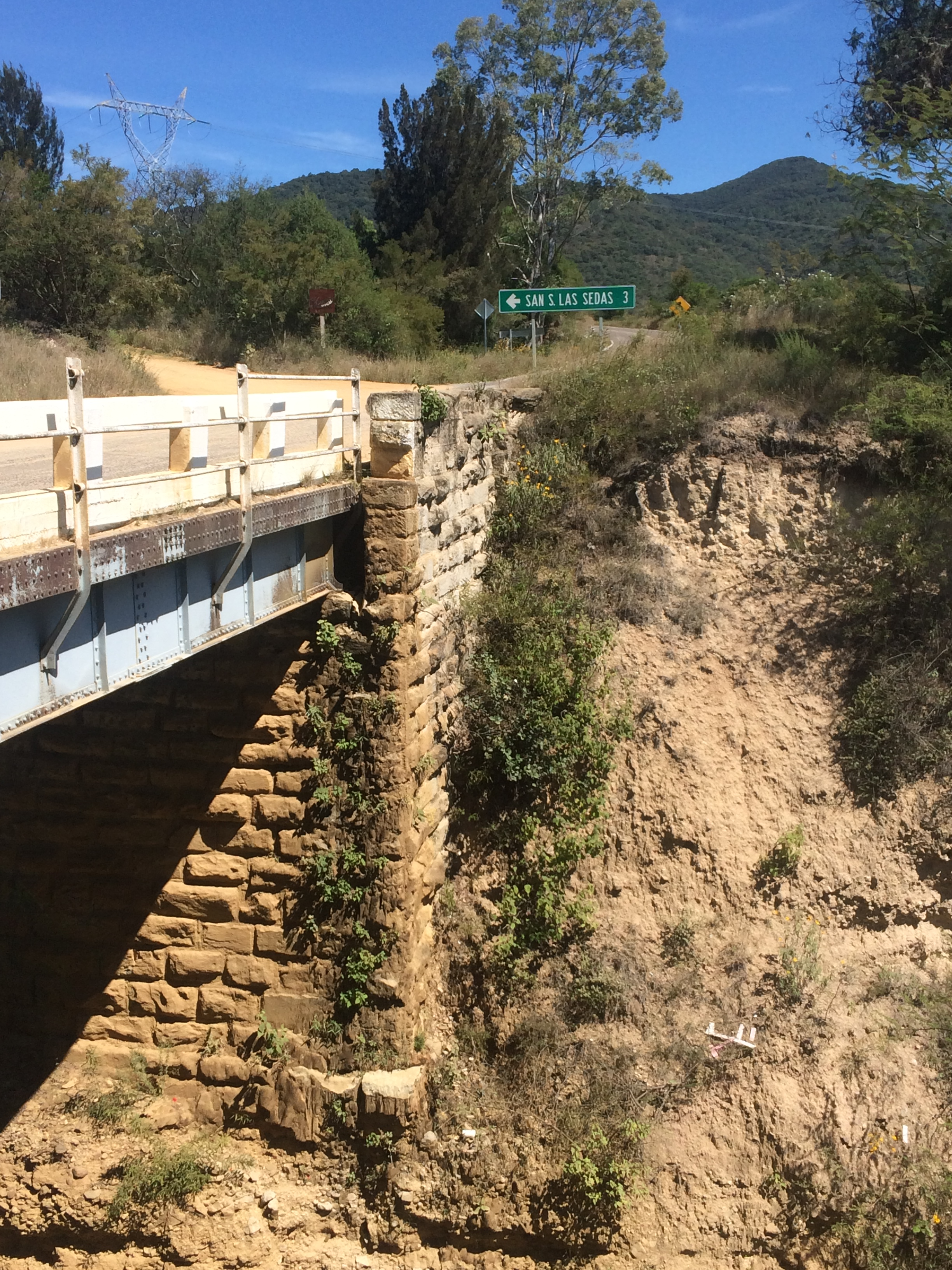
Puente de la carretera Oaxaca-Cuicatlán sobre las vías del ferrocarril, a tres kilómetros de la población.

Actualmente ya no existe el Ferrocarril Mexicano del Sur, únicamente quedan los restos de la vía cubiertos por tierra, por lo que para llegar a San Sebastián Sedas es necesario desviarse de la carretera Oaxaca-Cuicatlán y seguir un camino de tierra por aproximadamente tres kilómetros hasta llegar a la población.